# Croz dell'Altissimo
Il Croz dell'Altissimo (2339 m s.l.m.) è una montagna delle Alpi Retiche meridionali, nelle Dolomiti di Brenta. Presenta una parete di quasi novecento metri, tra le più alte e imponenti del Brenta.

## Descrizione
La parte orientale del gruppo di Brenta è formata da due sottogruppi, separati dal resto della catena dalla valle di Santa Maria Flavona, che entra a nord nel lago di Tovel, e dalla valle delle Seghe, che sbocca a sud-est nel lago di Molveno. I due sottogruppi orientali sono separati l'uno dall'altro dal passo della Gaiarda: a nord si trova il sottogruppo della Campa, più vasto e solitario; a sud un piccolo sottogruppo del quale il Croz dell'Altissimo è l'estremo pilastro meridionale.
Verso est la cima, poco appariscente, degrada con ripidi prati e brevi gradini rocciosi. Verso sud-ovest precipita per novecento metri sulla valle delle Seghe formando una delle maggiori pareti del Brenta, caratterizzata da due altissimi diedri, delimitati da grandi pilastri.
Alla base della parete sud-ovest si trova il rifugio Croz dell'Altissimo (1480 m). Sulle dolci pendici sud-est della montagna salgono gli impianti di risalita che da Molveno portano in due tronchi prima a Pradel (1370 m) e poi al rifugio La Montanara (1525 m).

## Prima ascensione
La cima è stata sicuramente raggiunta da cacciatori in epoca pre-alpinistica. La prima ascensione della parete sud-ovest fu compiuta da Angelo Dibona, guida di Cortina d'Ampezzo, con Luigi Rizzi, guida di Campitello di Fassa, e con i viennesi Guido e Max Mayer, il 16 agosto 1910, superando passaggi di V grado e V+.

## Itinerari
La via normale sale dal versante est senza difficoltà alla grande croce della cima sud-est e quindi alla cima nord-ovest, più alta (sentiero; E). Lungo lo stesso percorso si svolge un itinerario scialpinistico, in buona parte comune a quello per il vicino - e sciisticamente più frequentato - Piz Galin (2442 m).
L'interesse alpinistico è però concentrato nella grandiosa parete sud-ovest. Sui suoi pilastri e nei suoi diedri si sono cimentati - da Dibona in poi - celebri alpinisti dolomitici di ogni generazione: Hans Steger, Bruno Detassis, Nino Oppio, Marino Stenico, Matteo Armani, Bepi Loss, Ben Laritti. Ancora negli anni ottanta, novanta e dopo il 2000 sono stati tracciati nuovi itinerari (Pegoretti, Covi, Bazzanella, Filippi, Turato, Furlani ed altri). Le vie presentano dislivelli fino a 900 metri, uno sviluppo anche superiore a 1000 metri, difficoltà fino al VII grado, 7b, A3.
- Via Detassis: l'itinerario aperto da Bruno Detassis ed Enrico Giordani nel 1936 sale l'evidente linea di camini a sinistra della grande gola che scende dalla vetta principale, a sinistra del pilastro centrale. Al momento dell'apertura fu paragonaata alla Solleder Lettembauer in Civetta ed è tutt'oggi una via severa e difficile di 1000 m di sviluppo di V con tratti di VI e A1.
- Via del rifugio Croz dell'Altissimo: è un bell'itinerario di arrampicata mista libera ed artificiale aperto da Valentino Chini Dario Bonetti e Felice Spellini nel 1974 lungo il pilastro che delimita i camini della via Detassis seguendo il ramo di fessure di destra e congiungendosi nella sezione dei camini finali: 500 m di via nuova con difficoltà di V+ e A2.
- Via degli Accademici: è un'ascensione severa e difficile aperta da Maurizio Giordani e Marco Furlani nel 1983, lungo placche compatte e diedri strapiombanti seguendo le fessure di sinistra, tra la via del rifugio e la Detassis. È una delle vie più difficili della zona: 500 m con difficoltà di VI+ e A3.
- Via in memoria di Samuele Scalet: iniziata nel 1995 da Samuele Scalet con Ivo Rabanser e Lino Celva eppoi ultimata dallo stesso Rabanser con Heinz Grill ed altri compagni nel 2013 è un'arrampicata moderna che sale appena a destra della via del rifugio con tratti molto impegnativi. È dedicata allo stesso Scalet: 900 m fino al VII+ e A1.
- Via Dibona: è la grande classica alla montagna, aperta nel 1910 da Angelo Dibona con Luigi Rizzi ed i fratelli Guido e Max Mayer, una via molto in anticipo sui tempi, di grande difficoltà per l'epoca. Sale dapprima all'interno della grande gola di sinistra fino al tratto del "masso squarciato", passo chiave dell'ascensione (oggi valutato VI+) per poi passare allo spigolo del pilastro stesso e proseguire fino alla cima. 1000 con passi fino al V+ ed un tratto di VI+. Sono state tracciate alcune varianti che per la loro lunghezza sono considerate come vie indipendenti tra le quali la Steger lungo la parete del pilastro.
- Via Oppio: è l'itinerario che vince direttamente il grande pilastro lungo la parete sud, grande realizzazione dell'epoca di Nino Oppio, Serafino Colnaghi e Leopoldo Guidi nel 1939. Il passo chiave della via è una placca di roccia compatta che costò un'intera giornata di lavoro ai primi salitori per poter essere superata. La roccia è in parte friabile: 1000 m di V e V+ e A1 con tratto chiave di VI e A2.
- Via Sinfonia d'Autunno: è un itinerario moderno del 1994 di M. Pegoretti ed E. Covi che sale la porzione di parete a destra della via Oppio su roccia solida e compatta, è divenuta una classica al Croz. 1000 m fino al VI e A1.
- Diedro Armani-Fedrizzi: è l'altra grande classica, insieme alla via Dibona, sulla parete del Croz che supera le fessure della gola a destra del pilastro centrale. È stata aperta da Matteo Armani e Cornelio Fedrizzi nel 1936 ed è una classica di alta difficoltà del Gruppo di Brenta, per fessure di roccia compatta e camini strapiombanti. 600 m di V e VI sostenuti.
- Spigolo Stenico-Furlani: itinerario tracciato nel 1942 da Marino Stenico e Carlo Furlani lungo lo spigolo del diedro Armani: 600 m di V e V+.
- Via Laritti: via aperta nel centro della parete dello spallone che supera fessure e tetti con difficoltà molto sostenute in libera ed artificiale, tracciata da Benvenuto Laritti, Giuliano Giongo e Antonio Rainis nel 1976: 600 m fino al VI e A2.
- Via Rovereto: difficilissimo itinerario inaugurato nel 1982 da Maurizio Giordani e Franco e Delio Zenatti appena accanto alla via Laritti che spinge l'arrampicata artificiale fino all'estremo: 600 m, VI+ e A4.
- Via Loss-De Stefani: la via sale all'estremità destra della grande parete compiendo lunghi traversi per evitare le grandi placconate dello spallone e cercando i punti più vulnerabili della muraglia, aperta da Bepi Loss e Romeo De Stefani nel 1967 con 600 m di V e VI.

Negli ultimi anni poi sono stati tracciati altri itinerari che s'inseriscono tra le vie sopracitate, tutti di alta difficoltà.